# 20歳のめぐり逢い
「20歳のめぐり逢い」（はたちのめぐりあい）は、フォークソンググループ・シグナルのデビュー・シングルである。1975年9月21日発売。

## 解説
同曲はオリコンチャートにおいて週間最高では14位、約30万枚のセールスを記録、シグナルとして最大のヒット曲となった。

## 収録曲
A面
1. 20歳のめぐり逢い（3:51） 
  - 作詞・作曲：田村功夫、編曲：惣領泰則

B面
1. 片想い（4:10）
  - 作詞：西谷一二三、作曲：あさみあきお、編曲：ミッキー吉野

## 関連作品
- ベスト・オブ・ベスト 20歳のめぐり逢い（1993年4月15日）
- 75-83 シグナル「CD選書」（1994年12月26日）
- ザ・フォーク ベスト・セレクション「青」（2009年2月25日）

## カバー
- 岩崎宏美 - カバーアルバム「すみれ色の涙から…」（1981年11月5日）[注釈 1]
- 岩佐美咲 - 限定盤シングル「初酒」に収録（2015年4月29日）[4]